# Kaniv
Kaniv (en ukrainien : Канів) ou Kaniev (en russe : Канев ; en polonais : Kaniów) est une ville de l'oblast de Tcherkassy, en Ukraine. Sa population s'élevait à 23 172 habitants au 1er janvier 2022.

## Géographie
Kaniv est située sur le Dniepr, à 58 km au nord-ouest de Tcherkassy.

## Histoire
La ville est mentionnée pour la première fois dans une chronique de 1149. Elle faisait partie de la Rus' de Kiev quand elle fut annexée au XIVe siècle par le grand-duché de Lituanie. Passée en 1569 sous la domination polonaise, Kaniv reçut en 1600 les droits de Magdebourg. Important centre de la culture cosaque, elle fut souvent prise par eux, dont Bogdan Khmelnitski en 1648 ou Maxime Zalizniak en 1768.

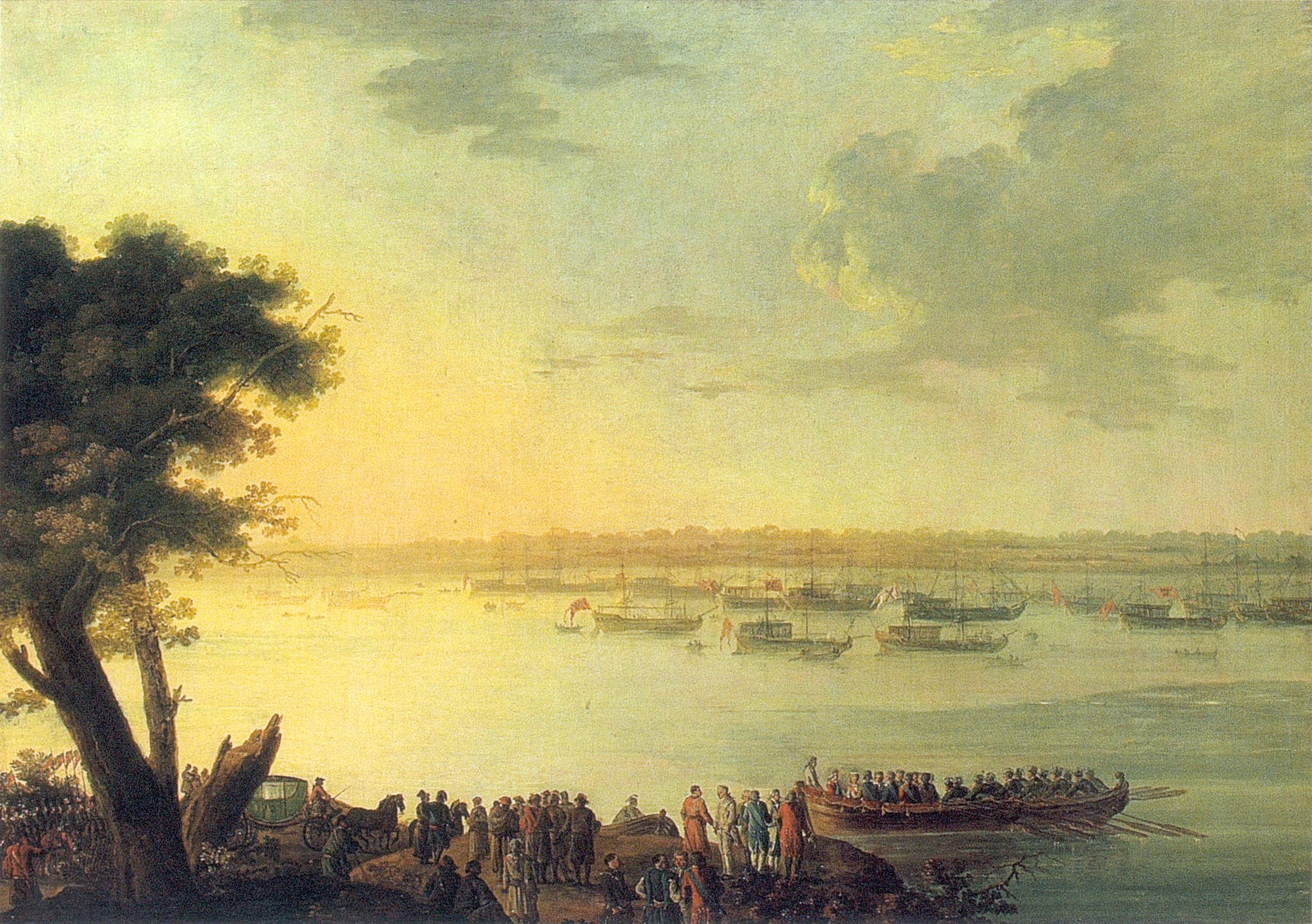
Catherine II quitte Kaniv (1787).

Elle passa sous contrôle russe après le second partage de la Pologne et reçut en 1787 la visite de Catherine II, qui y rencontra le roi Stanislas Auguste Poniatowski. En 1861, le grand poète Tarass Chevtchenko fut enterré à Kaniv, sur la colline Tchernetcha Hora, proche du Dniepr.
Vers la fin de la Première Guerre mondiale, le 11 mai 1918, la ville fut le théâtre de la bataille de Kaniów, au cours de laquelle les forces polonaises de Józef Haller échouèrent à percer les lignes austro-allemandes vers les Russes.
Pendant la Seconde Guerre mondiale, Kaniv fut occupée par l'Allemagne nazie du 15 août 1941 au 1er janvier 1944.
En 1978, Oleksa Hirnyk s'immola par le feu pour protester contre le russification de Kaniv. Il fut honoré en 2007 du titre de Héros d'Ukraine.

## Population
Recensements (*) ou estimations de la population :
| 1897* | 1923* | 1926* | 1959* | 1970*  | 1979*  | 1989*  |
| ----- | ----- | ----- | ----- | ------ | ------ | ------ |
| 8 855 | 7 887 | 8 089 | 7 461 | 15 967 | 23 121 | 29 049 |

| 2001*  | 2011   | 2012   | 2013   | 2014   | 2015   | 2016   |
| ------ | ------ | ------ | ------ | ------ | ------ | ------ |
| 26 657 | 25 769 | 25 702 | 25 558 | 25 354 | 25 293 | 25 032 |

| 2017   | 2018   | 2019   | 2020   | 2021   | 2022   | - |
| ------ | ------ | ------ | ------ | ------ | ------ | - |
| 24 780 | 24 152 | 23 742 | 23 597 | 23 503 | 23 172 | - |

## Économie
Au nord de la ville se trouve le barrage du réservoir de Kaniv et sa centrale hydroélectrique. L'économie de la ville souffre de l'absence de liaison ferroviaire, la gare la plus proche se trouvant à environ 25 km, à Myronivka. Kaniv dispose d'un port fluvial. C'est un carrefour routier. Près du port se trouve la gare routière, point de départ de plusieurs liaisons quotidiennes par autocar vers Kiev.

## Monuments
- Réserve nationale de Chevtchenko : le mausolée de Tarass Chevtchenko se dresse sur la colline de Tchernetcha Hora, sur les bords du Dniepr. Proche du mausolée, se trouve un Musée Taras Chevtchenko.

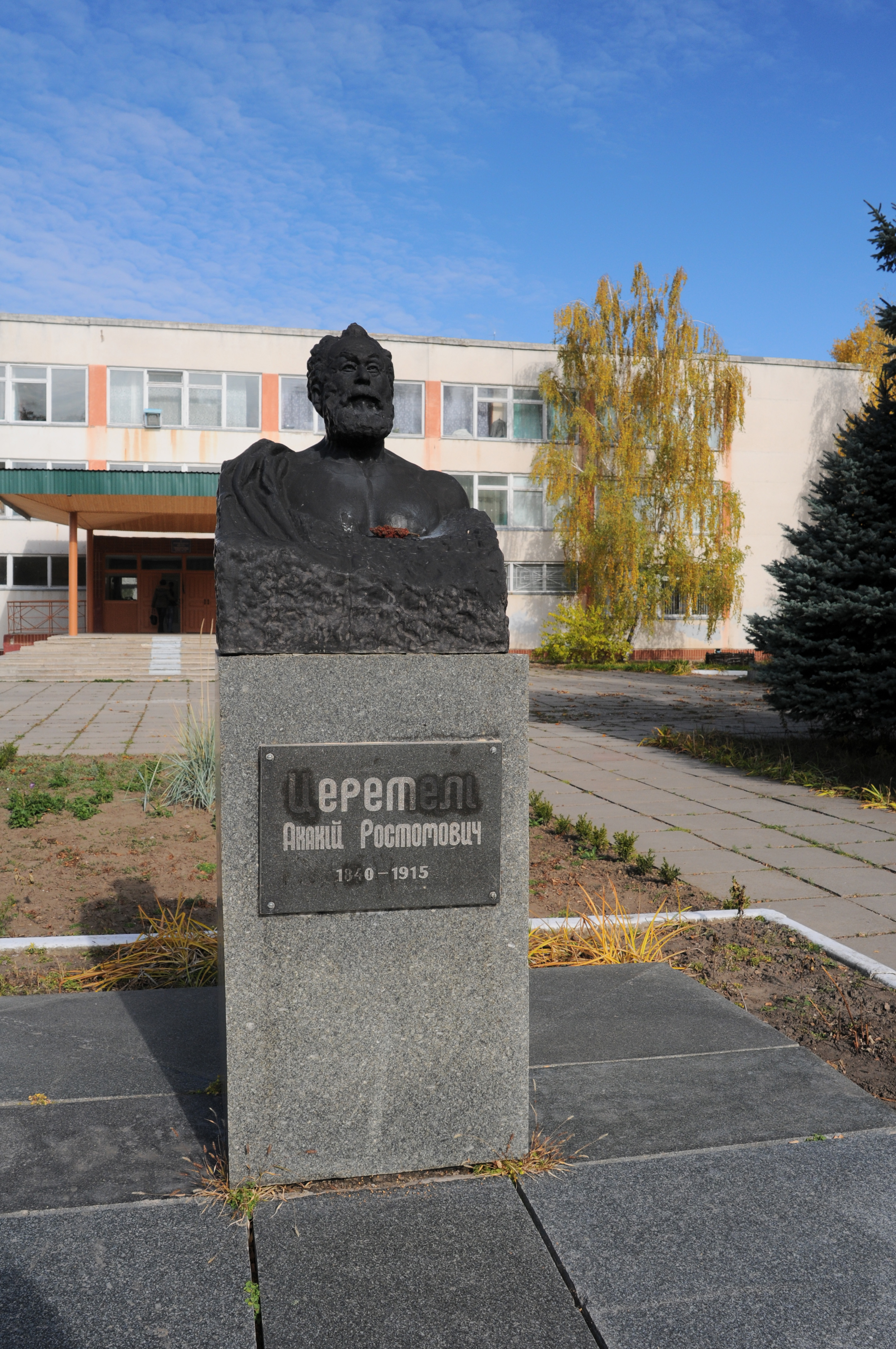
Buste d'Arkady Tserekely, classé[2],
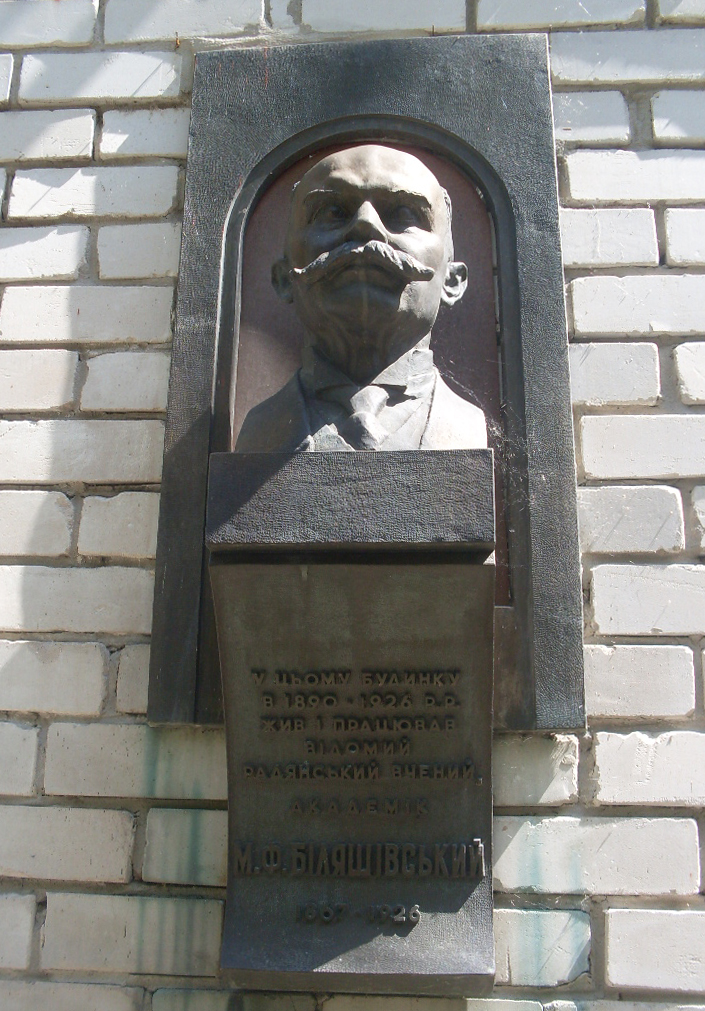
et celui de Mikola Biliachivski classé[3],
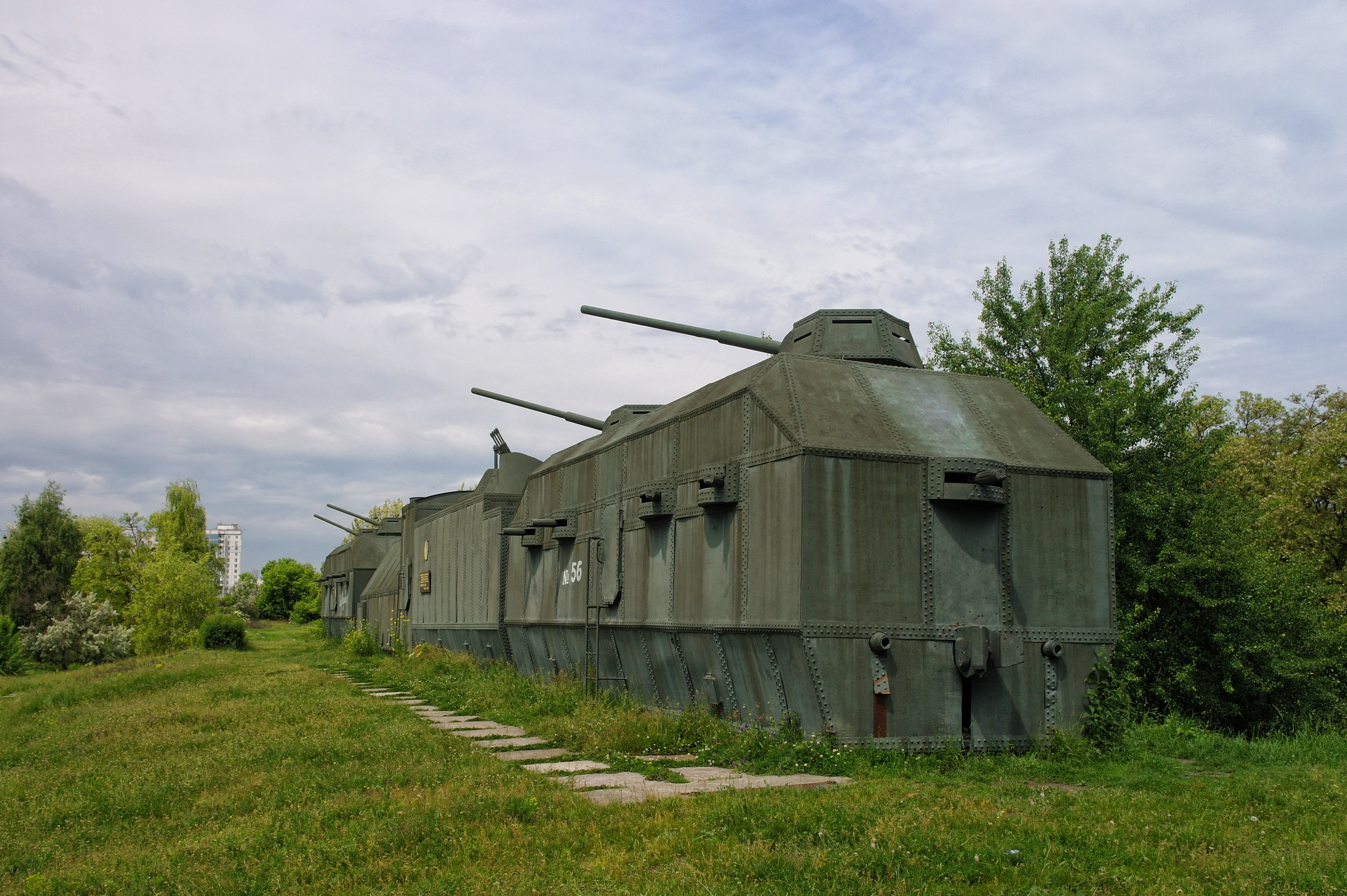
train blindé du musée militaire de plein air, classé[4],
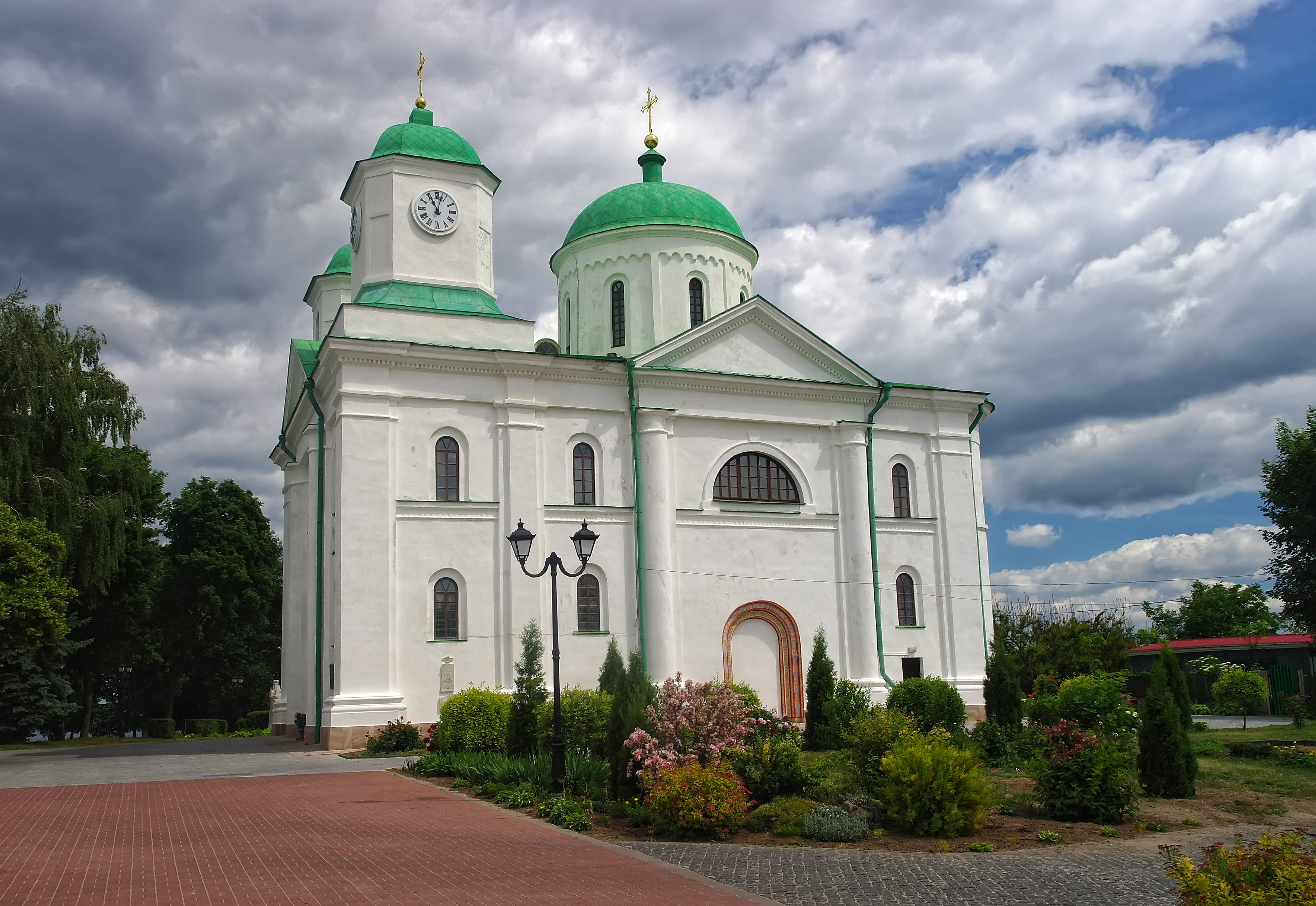
cathédrale de la Dormition, classé[5],
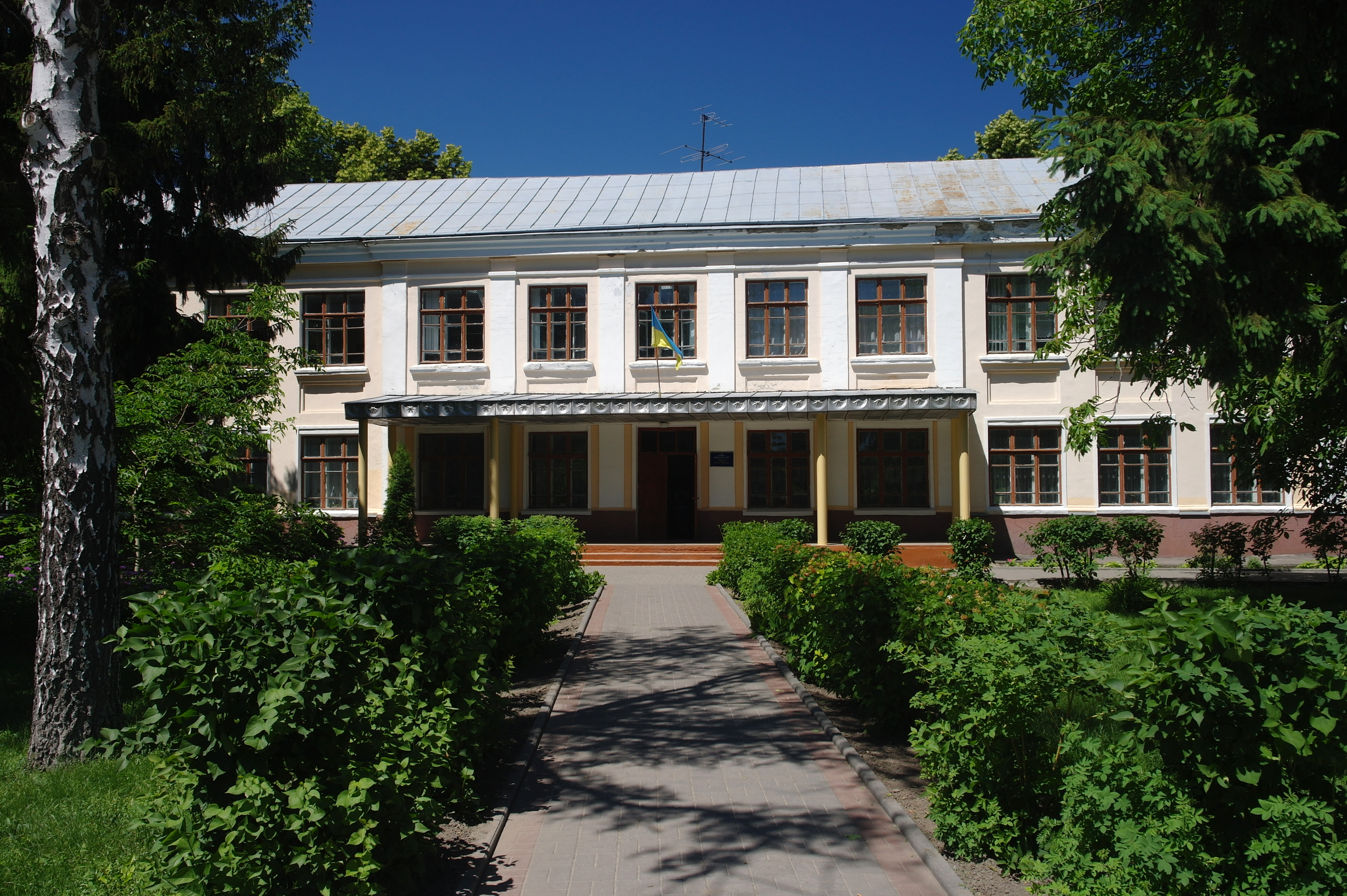
Gymnasium, classé[6],
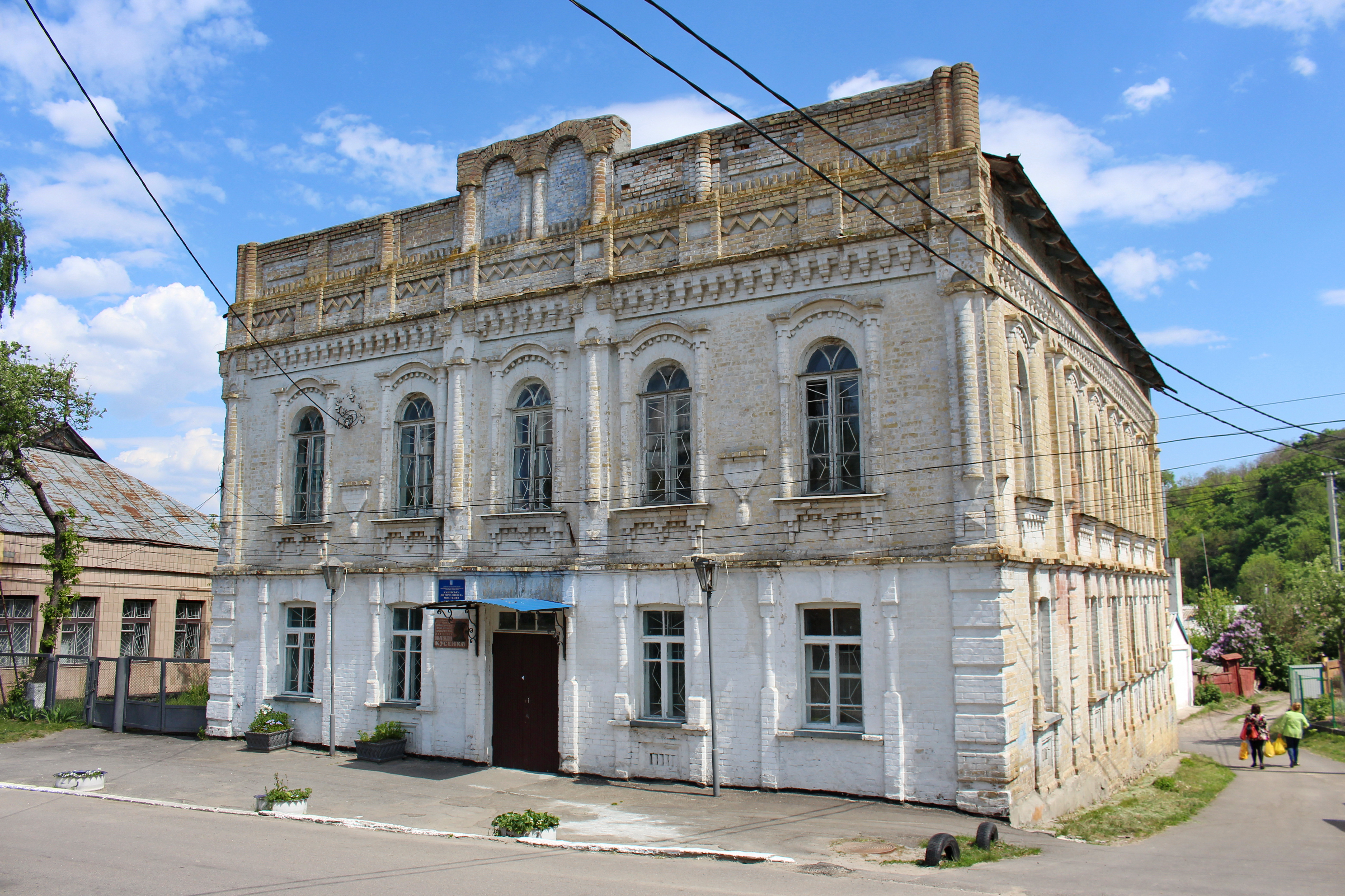
la synagogue de Kaniv, classé[7],
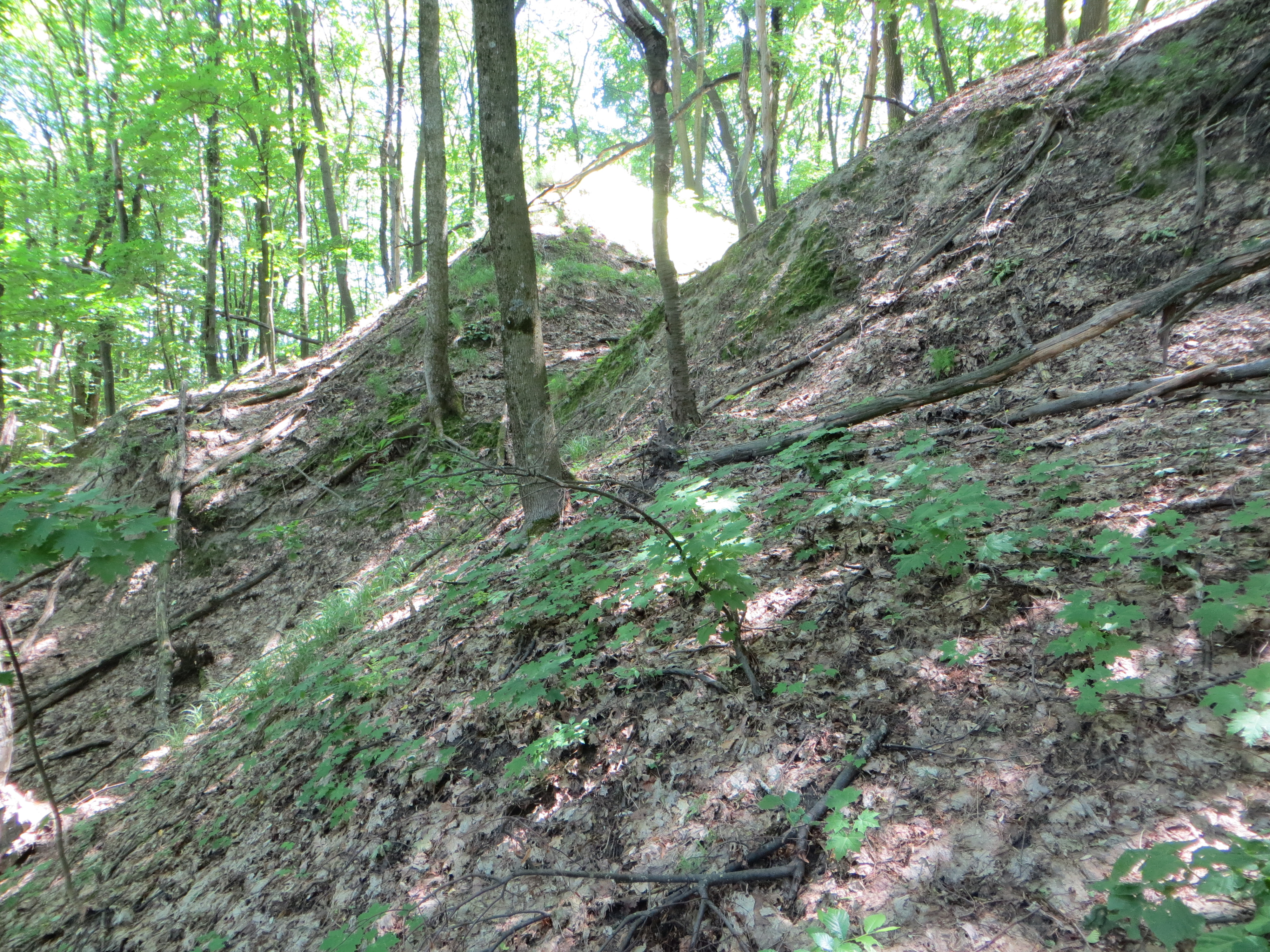
campement scythe, classé[8].

## Jumelage
- Lambersart (France)
- Sonoma (Californie) (États-Unis)
- Viersen (Allemagne)

## Source
- (en) Encyclopedia of Ukraine